# Digital News Initiative
Digital News Initiative es un tipo de proyecto de Google en colaboración con importantes editoriales de medios europeas para apoyar el periodismo de alta calidad en Europa a través de la tecnología y la innovación; Digital News Initiative tiene como objetivo, por ejemplo, extenderse a otros medios de relevancia, pero también que cualquier persona involucrada en el ámbito del periodismo digital en Europa pueda formar parte de ella.
Los proyectos presentados en Digital News Initiative van desde el análisis de datos en tiempo real, pasando por plataformas donde los periodistas pueden crear sus propios bots para interactuar con su audiencia en redes sociales, hasta nuevas formas de creación de vídeo de manera eficiente y sin altos costes de producción o herramientas para identificar contenido local de interés periodístico, entre otras.

## Características
La DNI tiene como objetivo extenderse a otros medios de relevancia, y lo hará en tres ámbitos fundamentalmente:
- Desarrollo de productos: Buscará la creación de nuevos productos, como publicidad, vídeo, apps, conocimiento y análisis de datos, periodismo remunerado, entre otros; para incrementar los ingresos, el tráfico y la participación de los grupos de audiencia.[3]

- Apoyo a la innovación: Google destinará 150 millones de euros para proyectos que demuestren nuevas formas de pensar en la práctica del periodismo digital. Cualquier persona, startup o empresa tecnológica podrá solicitar estos fondos de acuerdo a las bases que se establezcan.
- Formación e Investigación: Google contará con personal especializado con sede en París, Hamburgo y Londres para trabajar con salas de redacción sobre habilidades digitales y establecerá alianzas con organizaciones periodísticas.[4]